# Nassir Abdulaziz Al-Nasser
Nassir Abdulaziz Al-Nasser (en arabe : ناصر عبد العزيز الناصر), né le 15 septembre 1952, est un diplomate qatari.

## Biographie
Nassir Abdulaziz Al-Nasser a fait ses études à Doha et Beyrouth et parle couramment arabe et anglais. 
Il a commencé sa carrière de diplomate dès 1972 comme Attaché à l’ambassade du Qatar au Liban. En 1975, il a rejoint l’ambassade du Qatar à Islamabad, au Pakistan puis, la même année, celle à Dubaï aux   Émirats arabes unis. Il y a exercé les fonctions de Consul général jusqu’en août 1981.
De 1986 à 1993, il a travaillé au sein de la Mission permanente du Qatar auprès des Nations unies à New York. De 1993 à 1998, il a été ambassadeur de son pays en Jordanie. Le 11 septembre 1998, il est devenu le Représentant permanent du Qatar auprès des Nations unies à New York. En 2002, il a été élu Vice-président de l'Assemblée générale des Nations unies. De 2007 à 2009, il a présidé le Comité de haut niveau sur la coopération Sud-Sud. En 2009, il a présidé la Quatrième Commission de l’Assemblée générale des Nations unies (Commission des questions politiques spéciales et de la décolonisation). Le 22 juin 2011, il a été élu Président de l'Assemblée générale des Nations unies pour la 66e session.
Après son élection, M. Al-Nasser a déclaré qu'il allait travailler au renforcement du rôle de l'Assemblée générale et à l'amélioration de la coopération entre l'Assemblée et les divers organes des Nations unies, les agences spécialisées et les autres organisations internationales et régionales.
Il a également indiqué qu'il allait proposer un débat de haut niveau pour la 66e session de l'Assemblée générale sur le thème du "rôle de la médiation dans le règlement des différends par des moyens pacifiques".
M. Al-Nasser a obtenu de nombreuses distinctions : médaille de l’Indépendance (Royaume hachémite de Jordanie, 1998), le titre de Grand officier de l’ordre du Mérite (Italie, 2004), la médaille de Grand Commandeur de l’ordre de Makarios III (Chypre, 2007), la décoration de l’ordre national José Matias Delgado (El Salvador, 2007) et le titre de Commandeur de l’ordre national de la République (Côte d’Ivoire, 2008).
En 2007, il a été fait docteur honoris causa en relations internationales de l’université de Chongqing (Chine)
Depuis 2009, M. Al-Nasser est membre honoraire de l’association new-yorkaise de politique étrangère, la Foreign Policy Association.